# Eduardo Campbell
Eduardo Campbell (ur. 2 lipca 1933 w Panamie, zm. 16 maja 1993) – panamski zapaśnik walczący w stylu wolnym. Dwukrotny olimpijczyk. Dziesiąty w Rzymie 1960 i czternasty w Tokio 1964. Walczył w kategorii 52–57 kg.
Wicemistrz igrzysk panamerykańskich w 1959 i 1963; piąty w 1967. Triumfator igrzysk Ameryki Środkowej i Karaibów w 1959 i 1962; drugi w 1966. Wygrał igrzyska boliwaryjskie w 1961 i 1965 roku.

## Letnie Igrzyska Olimpijskie 1960
| Konkurencja      | Rundy eliminacyjne    | Rundy eliminacyjne     | Rundy eliminacyjne   | Klas. końcowa |
| Konkurencja      | Przeciwnik I          | Przeciwnik II          | Przeciwnik III       | Miejsce       |
| ---------------- | --------------------- | ---------------------- | -------------------- | ------------- |
| 57 kg styl wolny | Fred Kämmerer (DDR) P | Walter Pilling (GBR) Z | Terry McCann (USA) P | 10.           |

## Letnie Igrzyska Olimpijskie 1964
| Konkurencja      | Rundy eliminacyjne    | Rundy eliminacyjne      | Rundy eliminacyjne  | Klas. końcowa |
| Konkurencja      | Przeciwnik I          | Przeciwnik II           | Przeciwnik III      | Miejsce       |
| ---------------- | --------------------- | ----------------------- | ------------------- | ------------- |
| 52 kg styl wolny | César del Rio (MEX) Z | Chang Chang-sun (KOR) P | André Zoete (FRA) P | 14.           |